# Marte (Velázquez)
Marte è un dipinto a olio su tela (179x95 cm) realizzato nel 1640 dal pittore Diego Velázquez. È conservato nel Museo del Prado.

## Descrizione
Il dio della guerra è rappresentato in tono possente, con una vigorosa pennellata che ne mette in evidenza il corpo muscoloso. Per la realizzazione del dipinto, Velázquez tenne in considerazione le sculture antiche che aveva avuto modo di ammirare durante i primi soggiorni italiani, dalle quali trasse le posture energiche ed eroiche.
L'armatura abbandonata a terra è una straordinaria fonte di lucentezza, grazie a rapide pennellate, come i delicati tessuti che avvolgono la figura della divinità. Marte è qui raffigurato, più che in una posa da vincitore, in un momento di sconforto e meditazione, probabilmente di conseguenza al tradimento di Venere, sua amante, in favore del giovane Adone.